# Letters to U
『Letters to U』（レターズ・トゥー・ユー）は、LiSAのミニ・アルバム。2011年4月20日にアニプレックスから発売された。

## 概要
LiSAのソロデビューアルバム。2010年末にGirls Dead Monsterの二代目ボーカルとしての活動を終了したLiSAの、初の個人名義作品。全曲書き下ろしの計7曲を収録。同じ事務所に所属するUNISON SQUARE GARDENの田淵智也のほか、岸田教団&THE明星ロケッツ、wowaka、ハチといった同人音楽を中心に活動中のクリエイターが楽曲提供を行い、作詞には全曲LiSAが参加している。
初回数量限定生産分は三方背スリーブケース仕様となっており、撮り下ろしの16Pフォトブックレットが封入されている。また、秋葉原のアニメショップ各店では、店舗別にショップ特典としてB3サイズポスターなどが用意された。
2016年3月23日にデビュー5周年を記念してLP盤もリリースされた。このLP盤はamazonランキングの2016年上半期アナログレコードランキングで第4位にランクインした。

## 収録曲
| #         | タイトル               | 作詞             | 作曲              | 編曲                     | 時間  |
| --------- | ---------------------- | ---------------- | ----------------- | ------------------------ | ----- |
| 1.        | 「Believe in myself」  | LiSA             | LiSA              | Love is Same All         | 4:35  |
| 2.        | 「ミライカゼ」         | LiSA with あにー | あにー (TaNaBaTa) | あにー (TaNaBaTa)        | 3:48  |
| 3.        | 「永遠」               | LiSA             | 岸田              | 岸田教団&THE明星ロケッツ | 3:58  |
| 4.        | 「エスケープゲーム」   | LiSA             | ハチ              | ハチ                     | 3:50  |
| 5.        | 「覚醒屋」             | LiSA             | wowaka            | wowaka                   | 3:43  |
| 6.        | 「妄想コントローラー」 | LiSA             | 田淵智也          | 涌井啓一・千葉直樹       | 4:06  |
| 7.        | 「無色透明」           | LiSA             | カノン            | 涌井啓一・千葉直樹       | 5:26  |
| 合計時間: | 合計時間:              | 合計時間:        | 合計時間:         | 合計時間:                | 29:26 |

### 楽曲解説
1. Believe in myself
  - 本作のリードトラックであり、LiSAとしてソロデビューへの原点となった楽曲。自身が岐阜で組んでいた前身バンド"CHUCKY"の「Don't decide your own limits」の歌詞が一部使われている他、5周年ごとに出すミニアルバムに収録されている「Hi FiVE!」や「RUNAWAY」にもメロディが使われている。アルバム曲でありながら初期を代表する人気曲の一つでもあり、ライブでも披露されている。ミュージック・ビデオが制作され、1stアルバム『LOVER"S"MiLE』の付属BD・DVD（「Video Letters to U」と記載）に収録されている。
ベストアルバム『LiSA BEST -Day-』にも収録。
2. ミライカゼ
3. 永遠
4. エスケープゲーム
5. 覚醒屋
6. 妄想コントローラー
  - 「Believe in myself」同様にミュージック・ビデオが制作され、1stアルバム『LOVER"S"MiLE』の付属BD・DVD（「Video Letters to U」と記載）に収録されている。
7. 無色透明
  - 「Believe in myself」と同様に初期を代表する楽曲の一つで、ベストアルバム『LiSA BEST -Day-』には、本作をモチーフとしてサンプリングされた続編ソング「Will 〜無色透明〜」が収録されている。

## 演奏
- あつし：Drums (#1)
- めしこ、しょーた：Guitar (#1)
- はかま：Bass (#1)
- アフロ：Drums (#2)
- あにー：Guitar (#2)
- イガラシ：Bass (#2.4)
- みっちゃん：Drums (#3)
- はやぴ～：Guitar (#3)
- 岸田：Guitar, Bass (#3)
- ゆーまお：Drums (#4)
- ハチ、キャプテンミライ：Guitar (#4)
- 折田新：Drums (#5)
- 西川進、浜口高知：Guitar (#5)
- 岩崎なおみ：Bass (#5)
- wowaka：Programming (#5)
- 冨安“アンドロ”徹：Drums (#6.7)
- 高慶“CO-K”卓史：Guitar (#6.7)
- 田淵智也 (UNISON SQUARE GARDEN)：Bass (#6)
- estlabo：Sound Produce (#4.5)
- 浦井啓一：Sound Produce (#6)
- カズノ：Bass (#7)
- Studio Blue-3 (カノン＆浦井啓一)：Sound Produce (#7)